# Mas de Faro
El Mas de Faro és una important masia de l'antic nucli dels Masions, de l'antic terme de Fígols de Tremp, pertanyent actualment al municipi de Tremp. Està situada a la part nord-oest dels Masions, a ran de la carretera C-1311, en el punt quilomètric 5,8. Té propera l'església romànica de Sant Salvador del Mas de Faro.
Es tracta d'una antiga masia composta per l'habitatge, corrals, paller, era, capella i cementiri. La masia, de planta quadrangular, consta de planta baixa, pis i golfes. Està construïda amb pedra del país sense treballar rejuntada amb fang. Diverses obertures han estat tapiades i s'han fet reparacions amb material industrial: maons i ciment. A la planta baixa i al pis trobem unes grans obertures que formen una porxada. Al costat dret hi ha la porta adovellada que dona accés a la capella. A la clau de volta hi apareix la data 1700.